# Apechthis capulifera
Apechthis capulifera är en stekelart som först beskrevs av Joseph Kriechbaumer 1887.  Apechthis capulifera ingår i släktet Apechthis och familjen brokparasitsteklar. Arten är reproducerande i Sverige. Utöver nominatformen finns också underarten A. c. notosticta.